# Lago Herrenwieser
El lago Herrenwieser (en alemán: Herrenwiesersee) es un lago situado en la Selva Negra, en la región administrativa de Rastatt —cerca de la frontera con Francia—, en el estado de Baden-Württemberg (Alemania), a una elevación de 829 metros; tiene un área de 1.2 hectáreas. 
Hay construida cerca del lago instalación de ayuda a la maderada, forma de transporte fluvial para la conducción de los troncos de madera procedente de las talas de bosques y pinares hasta los lugares de utilización de esa madera.